# 甘泉寺のコウヤマキ

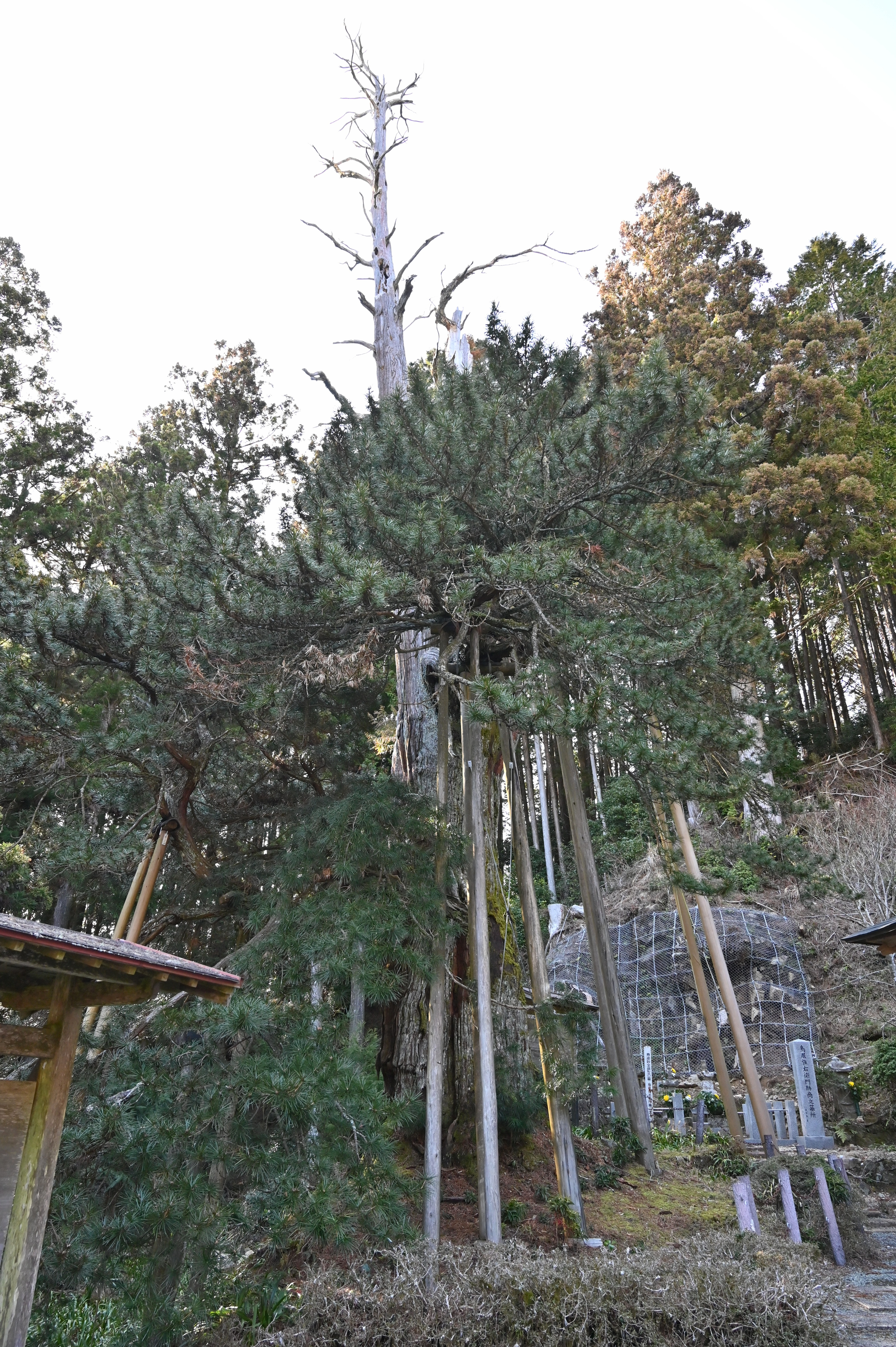
甘泉寺のコウヤマキ

甘泉寺のコウヤマキ（かんせんじのコウヤマキ）は、愛知県新城市作手鴨ケ谷の甘泉寺境内に生育するコウヤマキの巨木である。コウヤマキとしては日本国内で1番の巨樹で、推定の樹齢は400年以上とも600年以上ともいわれる。コウヤマキの代表的大木として、国の天然記念物に指定、新日本名木100選に選定されている。2009年（平成21年）10月に台風の被害を受け、木の上部を大きく欠損した。

## 由来

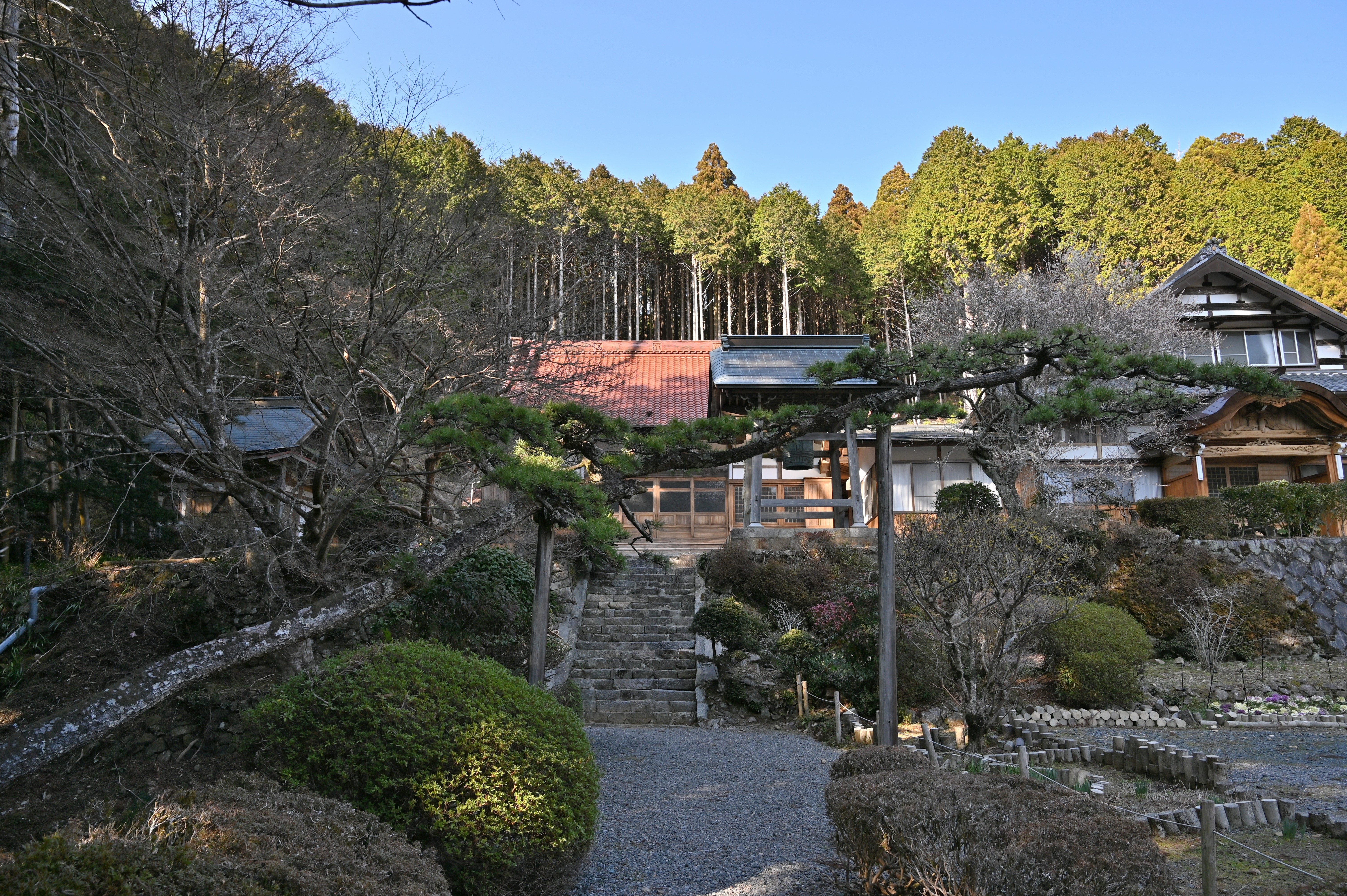
甘泉寺

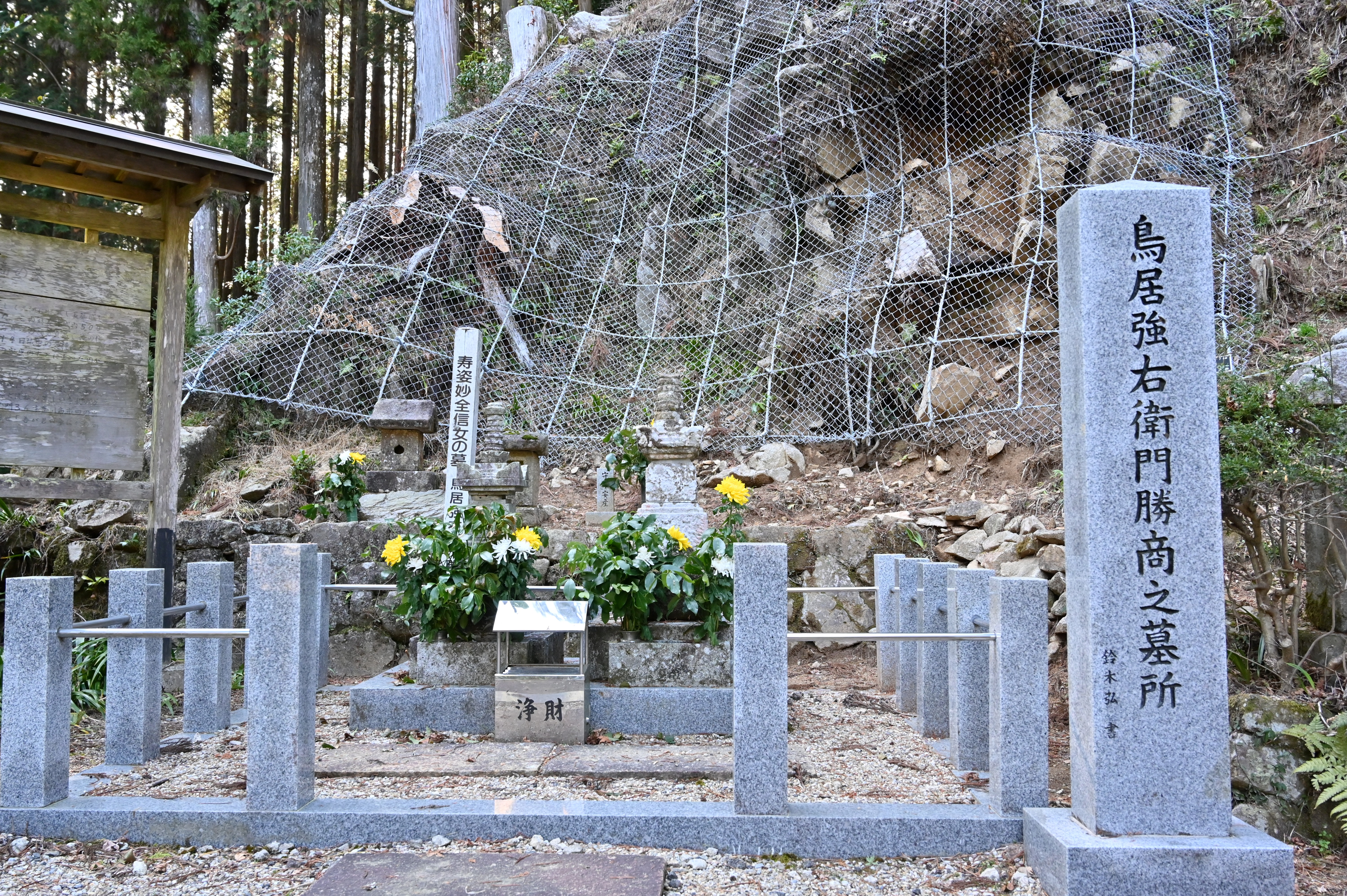
鳥居強右衛門の墓

コウヤマキはマツ目コウヤマキ科の常緑針葉樹（1科1属1種）で、日本及び済州島のみの固有種である。材質が堅く耐水性に優れているため、桶や舟の材料として重用され、古墳時代の木棺にも使われていた。この木は、2006年（平成18年）に誕生した悠仁親王のお印に選ばれたことでも知られる。コウヤマキは繁殖力が強い樹種ではないため、巨木として知られる木はそれほど多くなく、国の天然記念物としてはこの甘泉寺のコウヤマキの他に「祇劫寺（ぎこうじ）のコウヤマキ」（宮城県大崎市）が指定されているのみである。
この木が生育する甘泉寺は作手（つくで）高原の中央部、海抜約600メートルのところに位置する。正式名称は「翔龍山甘泉寺」といい、臨済宗永源寺派に属する寺院である。本尊は釈迦如来で、「南設楽四国霊場83番」の札所である。境内には1575年（天正3年）の長篠の戦いで単身で武田軍の包囲を突破して援軍を求め、織田・徳川の連合軍に勝機をもたらしたものの、帰路に捕えられて死を遂げた鳥居強右衛門の墓所がある。
寺伝によれば寺の歴史は1370年（応安3年）に始まるといい、近江国の永源寺からこの地に来た弥天永釈（みてんえいしゃく）という僧侶が開山である。弥天永釈は諡号を見性悟心禅師といい、近江国に永安寺、三河国に甘泉寺と天恩寺を開いた人物であった。弥天永釈はこの地に到着したとき、手にしていた杖を地面に突き立てて「大樹となれ。喝!般若波羅密多」と一喝した。杖は地面に根づいて芽吹き、やがて大樹に育っていった。杖が変じた木がこの甘泉寺のコウヤマキで、その枝が下向きに伸びているのは弥天永釈が杖をさかさまに突き立てたためと伝わっている。
甘泉寺のコウヤマキは、開山堂前に生育している。「文化財オンライン」によれば、地上1.5メートルの幹の周囲は6.25メートル、地際の根回りは7.50メートル、樹高27.80メートル、地上約7メートルで幹が2つに分かれ、さらに3分幹して計4幹となって直立している。『日本の天然記念物5 植物III』では樹高約20メートル、胸高幹囲は6.3メートル、根回り6.8メートル、樹高約20メートル、枝張りは30メートルと記述し、樹齢を400年以上と推定していた。樹齢については、600年以上という説もある。幹には、コケシノブ・ウチワゴケ・ノキシノブなどのシダ類やセッコク、ヤマハゼなどが着生している。
この木はコウヤマキの代表的大木として、1972年（昭和47年）5月26日に国の天然記念物に指定された。1977年（昭和52年）に「作手村の木」となり、1990年（平成2年）に開催された「国際花と緑の博覧会」に合わせて企画された「新日本名木100選」で、愛知県から同じく新城市の「傘スギ」とともに選定された。なお、甘泉寺のコウヤマキは、2009年（平成21年）10月8日の台風で被害を受け、木の上部を大きく欠損した。

## 交通アクセス
所在地
愛知県新城市作手鴨ケ谷字門前23
交通
JR東海飯田線新城駅からSバス作手線鴨ケ谷口下車徒歩20分。
東名高速道路「豊川IC」から車で約30分 (29km)。